# Západní Thrákie

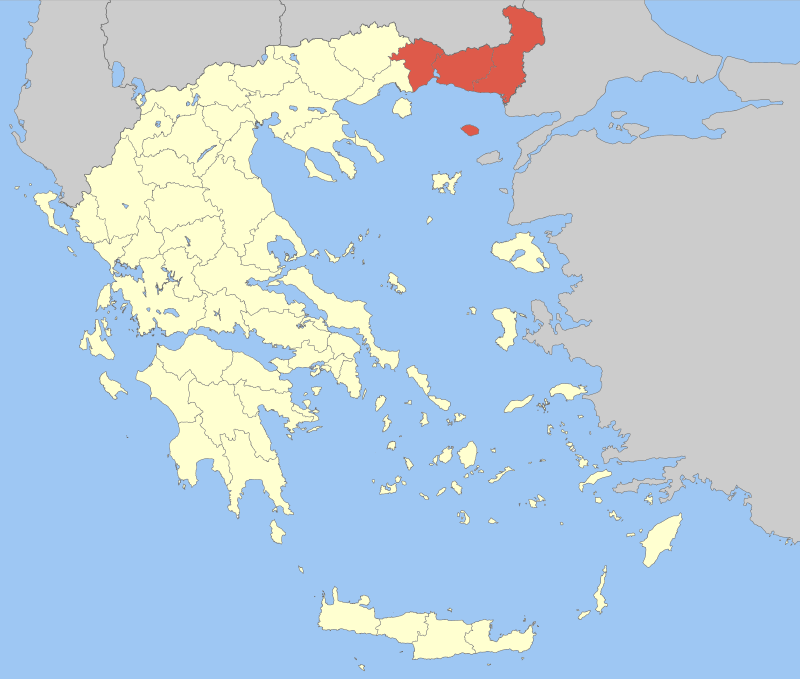
Západní Thrákie na mapě Řecka

Západní Thrákie (jiné názvy: Egejská Thrákie, řecká Thrákie, Thrákie; řecky: Θράκη-Thraki, Δυτική Θράκη–Dytiki Thraki, Ελληνική Θράκη–Elliniki Thraki, bulharsky: Западна Тракия- Západní Trakija, Беломорска Тракия–Belomorsk Trakija, Гръцка Тракия–Gracka Trakija, turecky: Bati Trakya, Yunanistan Trakya) je historická oblast v současném Řecku. Administrativně patří do kraje Východní Makedonie a Thrákie.

## Území
Západní Thrákie je ohraničena územím mezi řekami Nestos (bg. Mesta) a Evros a na severu úpatím pohoří Rodopy. V současnosti do tohoto území patří řecká města v oblasti Evros (Έβρος), Xanthi (Ξάνθη) a Rodopy (Ροδόπη) a ostrov Samothraké v Egejském moři.

## Dějiny

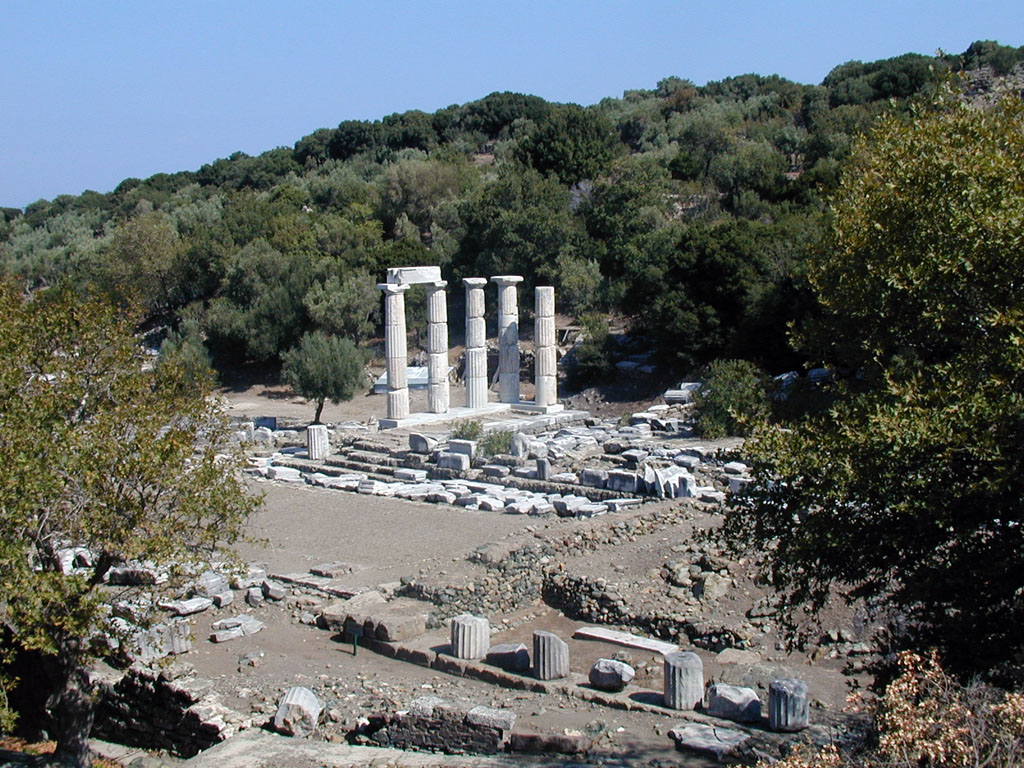
Starý chrám na ostrově Samothraké

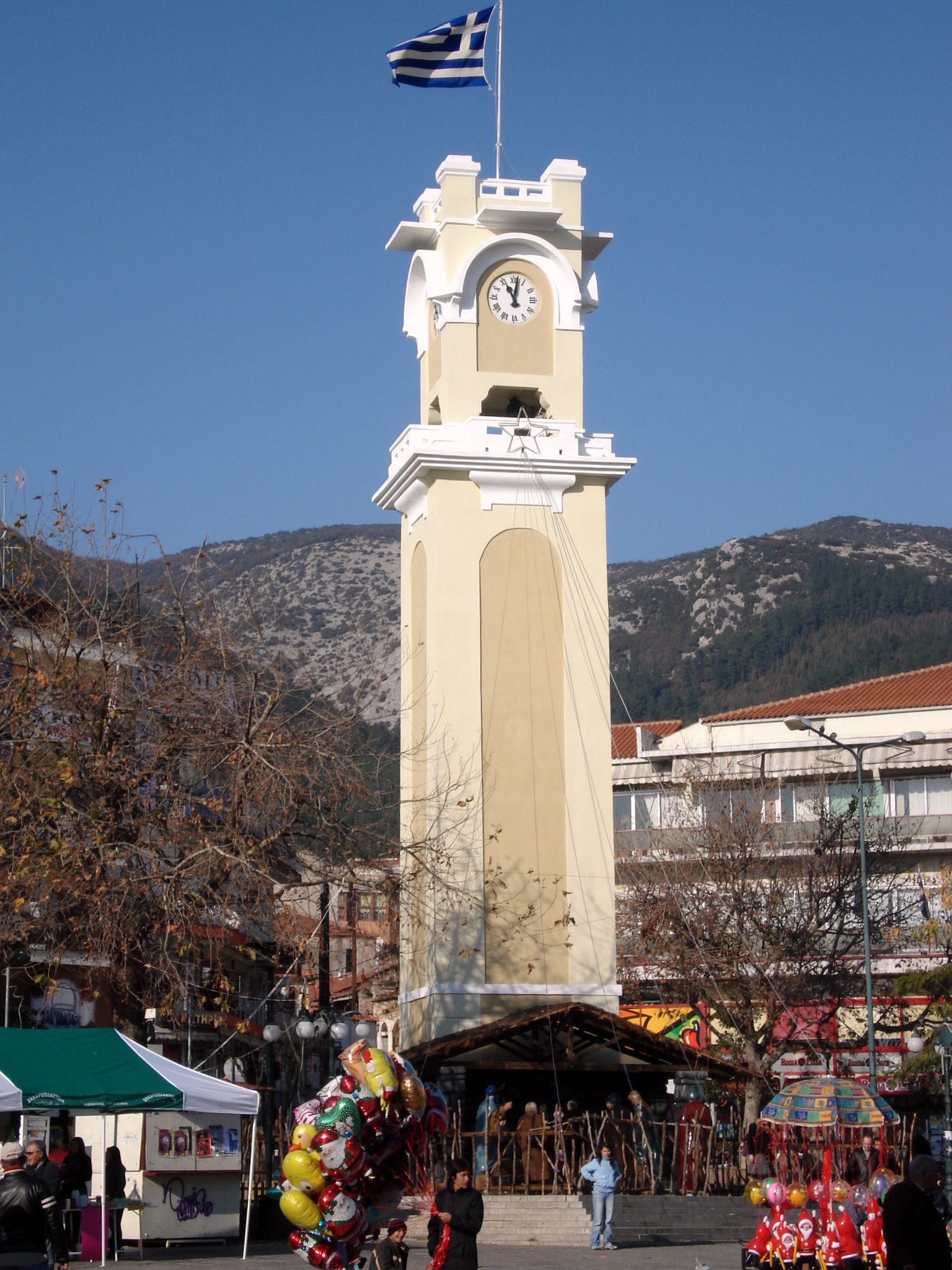
Věž s hodinami ve městě Xanthi

Region Západní Thrákie byl osídlen starověkými Řeky během Řecké kolonizace. Nejvýznamnější města zde byla Abdéra, Neapolis, Xantheia, Maroneia a Filipi. V 1. stol. území získali Římané. V 6. stol. se na severu usadili Slované, kteří se později začali nazývat Bulhaři. Ve 14.–19. století bylo toto území pod vládou Osmanské říše. Nejvíce obyvatel tvořili Řekové, Turci a Bulhaři. Řekové žili především v pobřežních oblastich, na místech starověkého řeckého osídlení a také na severovýchodě. Řekové se starali i o místní obchod, proto zde nejdůležitější města byly Serres, Kavala, Drama a Xanthi.
Během první balkánské války (1912–1913) členové Balkánského svazu (Srbsko, Řecko, Bulharsko a Černá Hora) bojovali proti Osmanské říši a anektovali si většinu evropského území v této oblasti včetně Thrákie. Vítězové války se však nemohli shodnout jak si toto území mezi sebou rozdělit. Výsledkem byla druhá balkánská válka (1913), kterou Bulharsko prohrálo, ale získalo území Západní Thrákie.
V následujících letech tzv. Ústřední mocnosti (Německé císařství, Rakousko-Uhersko, Osmanská říše a spojenec Bulharsko), prohrály první světovou válku. Po válce toto území získalo Řecko, které si jej rozdělilo se státy Trojdohody–Anglií, Francií a Ruskem.
Během obou válek si Bulharsko a Řecko chránilo své menšiny žijící v této oblasti. Po napadení bulharského obyvatelstva Osmanskou říší a Řeckem se museli Bulhaři a Turci žijící v této oblasti stáhnout na své území. Neuillyská smlouva obsahovala výměnu obyvatelstva mezi Řeckem a Bulharskem.
Přesuny obyvatelstva pokračovaly v roce 1923, když se rozhodovalo o osudu Západní a Východní Thrákie. Lausannská smlouva podepsané 24. července 1923 garantovala status muslimským menšinám ve Východní Thrákii za podmínek výměny stejného statutu řecké ortodoxní menšině v Istanbulu a ostrovech v Egejském moři. Byla to výměna obyvatelstva mezi Řeky z Turecka a Turky (muslimy) z Řecka. Jedině thráčtí muslimové mohli v Řecku zůstat, ale do řecké Thrákie byli usazeni Pontský Řekové a Řekové z turecké Thrákie. Dnes tvoří muslimskou menšinu Turci, Pomaci (obyvatelstvo slovanského původu), Cikáni a Řekové.
Když se Bulharsko stalo během druhé světové války členem nacistického bloku (země osy Řím-Berlín-Tokio) začalo vést politiku hodící se Německu a vysídlovalo Židy ze svého území.

## Kultura
Řecka lidová kultura z této oblasti je podobná bulharské, řecké východotrácké a řecké makedonské. Nejrozšířenější lidové nástroje jsou trácká lyra, řecké dudy (Gaida) a harmonika. Nejznámější tanec je zonaradikos, jiné známé jsou tapinos, baiduska, kuluriastos, mandilatos, syrtos. Ženské kroje jsou bohatě zdobené různobarevnými látkami, často tmavší než z jižního Řecka. Muži nosí hlavně černé kalhoty, suknice fustanella není rozšířena. V pohořích žili v minulosti i řečtí pastýři, Sarakacani, kteří sem přišli ze středního Řecka a proto mají tradice, písně či kroje odlišné. Dnes si své tradice v řecké Thrákii udržují i etničtí Řekové z Východní Thrákie, maloasijští Řekové a Pontští Řekové.

## Města
| Lokalita | Město           | Řecký          | Počet obyvatel (2001) | V oblasti (2001) |
| -------- | --------------- | -------------- | --------------------- | ---------------- |
| 1        | Alexandroupolis | Αλεξανδρούπολη | 48 885                | 52 720           |
| 2        | Komotini        | Κομοτηνή       | 43 326                | 52 659           |
| 3        | Xanthi          | Ξάνθη          | 45 111                | 52 270           |
| 4        | Orestiada       | Ορεστιάδα      | 15 246                | 21 730           |
| 5        | Didymoticho     | Διδυμότειχο    | 8 799                 | 18 998           |